# Пінон (рід)
Пі́нон (Ducula) — рід голубоподібних птахів родини голубових (Columbidae). Представники цього роду мешкають в Південній і Південно-Східній Азії, Австралазії і Океанії.

## Опис
Пінони — відносно великі голуби, середня довжина яких становить 33-55 см, а середня вага — 295-802 г. Вони мають кремезну будову тіла, середньої довжини або відносно довгі хвости і великі дзьоби. У деяких видів восковиця є помітно збільшеною. Пінонам зазвичай не притаманний статевий диморфізм.
Пінони живуть у вологих тропічних лісах і живляться плодами. Завдяки своїм широким дзьобам вони можуть повністю ковтати плоди, однак вони не можуть перетравити насіння, яке виділяється з послідом. Через це пінони відіграють значну роль у поширенні деяких видів рослин.
Центром поширення пінонів є Нова Гвінея. Загалом, пінони поширені від Гімалаїв до Австралії, Полінезії і Мікронезії. Однак лише два види гніздяться в континентальній Азії, і лише один вид в Австралії. Пінони живуть поодинці або парами, деякі види зустрічаються невеликими зграйками. Вони часто ведуть кочовий спосіб життя. Деякі острівні види долають океанські простори в пошуках сезонних плодів.

## Види
Виділяють сорок видів:
- Пінон рожевочеревий (Ducula poliocephala)
- Пінон білочеревий (Ducula forsteni)
- Пінон міндорський (Ducula mindorensis)
- Пінон сулавеський (Ducula radiata)
- Пінон сірошиїй (Ducula carola)
- Пінон малазійський (Ducula aenea)
- Пінон нікобарський (Ducula nicobarica)[21]
- Пінон папуанський (Ducula perspicillata)
- Пінон серамський (Ducula neglecta)[22]
- Пінон жовтоокий (Ducula concinna)
- Пінон тонганський (Ducula pacifica)
- Пінон мікронезійський (Ducula oceanica)
- Пінон полінезійський (Ducula aurorae)
- Пінон довгодзьобий (Ducula galeata)
- Пінон гребінчастий (Ducula rubricera)
- Пінон смарагдовий (Ducula myristicivora)
- Пінон біяцький (Ducula geelvinkiana)[23]
- Пінон новогвінейський (Ducula rufigaster)
- Пінон молуцький (Ducula basilica)
- Пінон строкатохвостий (Ducula finschii)
- Пінон рудогрудий (Ducula chalconota)
- Пінон острівний (Ducula pistrinaria)
- Пінон рожевоголовий (Ducula rosacea)
- Пінон пурпуровий (Ducula whartoni)
- Пінон сулуйський (Ducula pickeringii)
- Пінон фіджійський (Ducula latrans)
- Пінон малаїтський (Ducula brenchleyi)
- Пінон вануатський (Ducula bakeri)
- Пінон новокаледонський (Ducula goliath)
- Пінон червоноокий (Ducula pinon)
- Пінон чорний (Ducula melanochroa)
- Пінон білогорлий (Ducula mullerii)
- Пінон рожевошиїй (Ducula zoeae)
- Пінон брунатний (Ducula cuprea)[24]
- Пінон гірський (Ducula badia)
- Пінон яванський (Ducula lacernulata)
- Пінон тиморський (Ducula cineracea)
- Пінон двобарвний (Ducula bicolor)
- Пінон білий (Ducula luctuosa)
- Пінон австралійський (Ducula spilorrhoa)
- Пінон кремовоперий (Ducula subflavescens)[25]

Відомо також п'ять вимерлих видів пінонів: Ducula harrisoni з острова Гендерсон, Ducula tihonireasini з острова Тараваї в архіпелазі Гамб'є, Ducula shutleri з Тонги, Ducula david з острова Увеа і Ducula lakeba з островів Лау.